# Sergej Semënov
Sergej Viktorovič Semënov (in russo Сергей Викторович Семёнов?; trasl. angl.: Sergey Viktorovich Semenov; Odincovo, 10 agosto 1995) è un lottatore russo specializzato nella lotta greco-romana, vincitore della medaglia di bronzo ai Giochi olimpici di Rio de Janeiro 2016 e campione iridato a Budapest 2018.

## Biografia
Ha rappresentato la Russia ai Giochi olimpici estivi di Rio de Janeiro 2016, dove ha vinto la medaglia di bronzo nel torneo dei 130 kg.
Ai Giochi europei di Minsk 2019 ha gareggiato nella lotta greco-romana categoria fino a 130 kg, dove ha ottenuto la medaglia d'argento, dopo che il bielorusso Kiryl Hryščanka, che lo aveva sconfitto in semifinale, è stato squalificato per doping. Ai ripescaggi aveva battuto l'ucraino Mykola Kučmij nella finale per il bronzo.
Alla Coppa del mondo individuale di Belgrado, competizione che ha preso il posto dei mondiali, annullati a causa dell'insorgere emergenza sanitaria, conseguenza della pandemia di COVID-19, ha conquistato la medaglia d'oro, vincendo la finale contro il turco Osman Yıldırım.
Ha fatto la sua seconda apparizione olimpica a Tokyo 2020, questa volta in rappresentanza del ROC, in considerazione della squalifica della Russia per doping di Stato. È stato estromesso dal tabellone principale della categoria 130 kg dal georgiano Iakob Kajaia ai quarti, dopo aver eliminato l'egiziano Abdellatif Mohamed agli ottavi. Ai ripescaggi ha prevalso sul finlandese Matti Kuosmanen per superiorità tecnica ed ha vinto la finale per il terzo posto contro il cileno Yasmani Acosta.

## Palmarès
- Giochi olimpici

Rio de Janeiro 2016: bronzo nei 130kg.
Tokyo 2020: bronzo nei 130 kg.
- Mondiali

Budapest 2018: oro nei 130 kg.
- Europei

Bucarest 2019: bronzo nei 130 kg.
- Giochi europei

Minsk 2019: argento nei 130 kg.

## Altre competizioni internazionali
2020
- Oro nei 130 kg nella Coppa del mondo individuale ( Belgrado)

2021
- Oro nei 97 kg nel Torneo europeo di qualificazione olimpica ( Budapest)